# Cezary Ponikowski

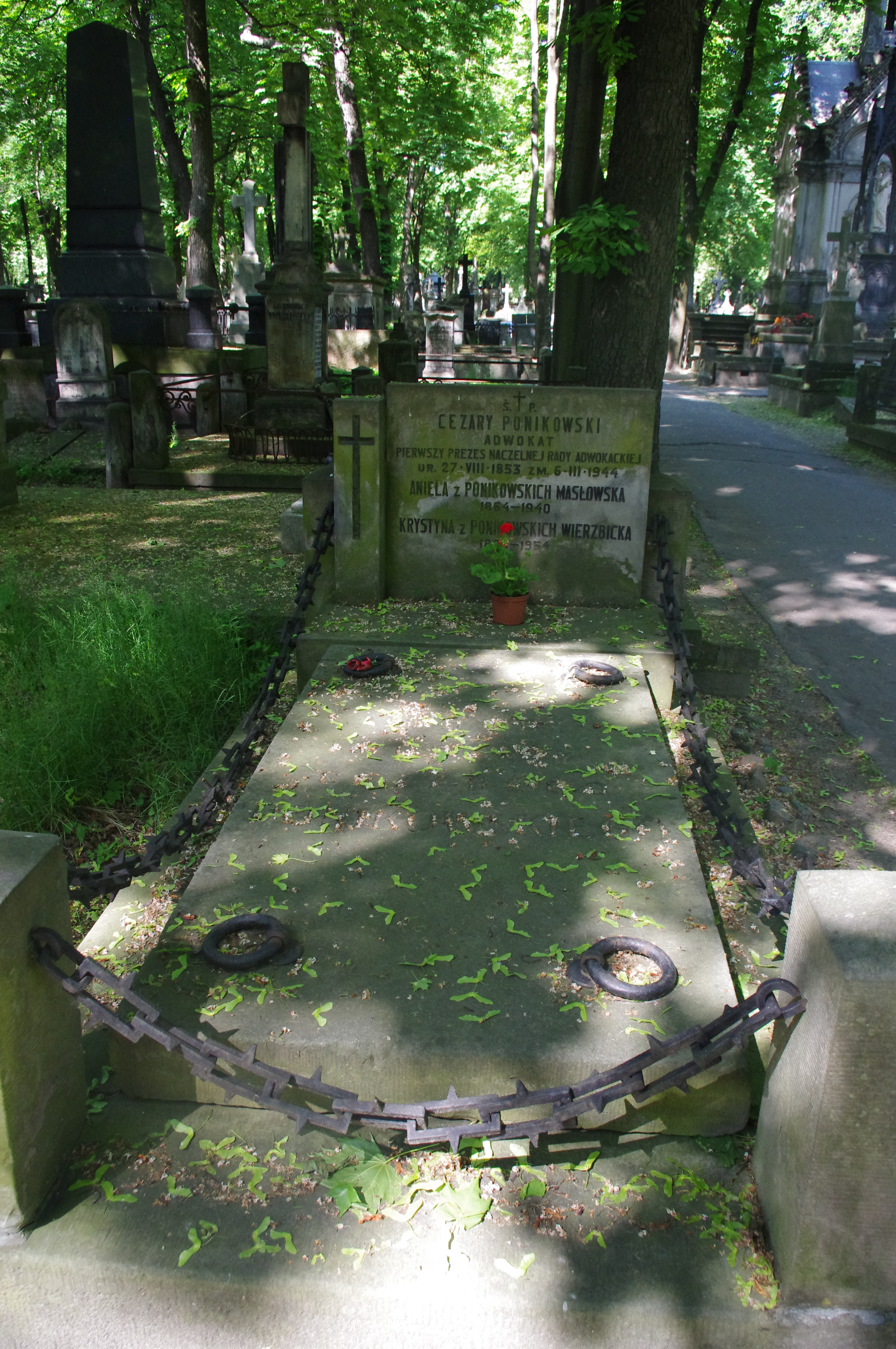
Grób Cezarego Ponikowskiego na cmentarzu Powązkowskim w Warszawie („Stare Powązki”) kwatera 26-1-1

Cezary Franciszek Andrzej Ponikowski (ur. 27 sierpnia 1853 w Warszawie, zm. 6 marca 1944 tamże) – polski adwokat, pierwszy prezes Naczelnej Rady Adwokackiej po jej utworzeniu i ukonstytuowaniu się w 1919 roku w niepodległej Polsce. Godność tę w okresie dwudziestolecia międzywojennego piastował jeszcze w licznych następnych kadencjach.

## Życiorys
Urodził się 27 sierpnia 1853 roku w rodzinie Juliusza (1820–1873) i Krystyny z Choynackich (1828–1869). Był uczniem II Gimnazjum Rządowego w Warszawie. W 1870 roku podjął studia na Wydziale Prawa Uniwersytetu Warszawskiego, które ukończył w 1875 roku. Był specjalistą w zakresie prawa cywilnego. Został początkowo pomocnikiem adwokata przysięgłego, a od 1877 roku – adwokatem przysięgłym.
Ponikowski już wcześnie – w roku 1880 angażował się czynnie w zalążkach działalności samorządowej w środowisku adwokatury pod zaborami. Świadczy o tym jego udział w różnorodnych akcjach samopomocy koleżeńskiej. I tak, w 1885 roku był współzałożycielem Kasy Pomocy Adwokatów Przysięgłych, którą można traktować jako pierwociny samorządu adwokackiego pod zaborami. W tym okresie był też członkiem adwokackich sądów koleżeńskich. Czynnie uczestniczył w działalności powstałego we Lwowie w 1911 roku Związku Adwokatów Polskich (ZAP).
Aktywny był też w różnorodnych, szerzej zakrojonych, inicjatywach społecznych i obywatelskich w okresie poprzedzającym I wojnę światową i w czasie jej trwania. Był jednym z inicjatorów i założycieli Biura Pracy Społecznej w Warszawie. W roku 1916 został sekretarzem Rady Nadzorczej reaktywowanej Polskiej Macierzy Szkolnej. Podczas wojny brał czynny udział w pracach Komitetu Obywatelskiego w Warszawie (jako jego członek w latach 1914–1916). W sierpniu 1915 roku brał udział w tworzeniu Sądów Obywatelskich. Innym dowodem jego wieloletniego społecznego i filantropijnego zaangażowania jest jego trwająca 56 lat aktywność w powstałym w 1882 roku Towarzystwie Przytułku św. Franciszka Salezego w Warszawie, w którym sprawował funkcje w Komisji Rewizyjnej, a następnie w Zarządzie, gdzie był odpowiedzialny za sprawy prawne i finansowe.
Z chwilą powołania 16 września 1915 roku trzydziestoosobowej reprezentacji adwokatury polskiej („Delegatury”) do spraw organizacji adwokatury według reguł samorządowych, Ponikowski został wybrany jako jeden z jej członków. Był pracownikiem Komisji Organizacji Adwokatury Tymczasowej Rady Stanu. Przede wszystkim jednak był współautorem pierwszych po odzyskaniu niepodległości w 1918 roku przepisów o adwokaturze. Weszły one w życie 1 stycznia 1919 roku jako „Statut tymczasowy palestry państwa polskiego” wprowadzony „Dekretem Naczelnika Państwa z dnia 24 grudnia 1918 w przedmiocie statutu tymczasowego Palestry Państwa Polskiego” („Dziennik Praw Państwa Polskiego” 1918, Nr 22, poz. 75). Ponikowski został wybrany pierwszym w niepodległej Polsce, prezesem nowo utworzonej Naczelnej Rady Adwokackiej. Był to marzec 1919 roku. O jego wyjątkowym autorytecie w środowisku polskiej adwokatury, świadczy fakt, że godność tę w dwudziestoleciu międzywojennym piastował jeszcze wielokrotnie w następnych kadencjach – w latach: 1921–1922, 1922–1923, 1924–1925, 1925–1926, 1928–1929.
W okresie dwudziestolecia międzywojennego brał czynny udział w działalności Związku Adwokatów Polskich (ZAP). Między innymi był przewodniczącym komitetu organizacyjnego II Zjazdu Adwokatury (27–29 września 1919). Walne Zgromadzenie ZAP odbywające się podczas III Zjazdu ZAP w Poznaniu (25–27 września 1925) wybrało go na wiceprezesa Zarządu Głównego ZAP podnosząc do godności członka honorowego. Czynną rolę odegrał na IV Zjeździe Adwokatów w Toruniu wygłaszając podstawowy referat o praworządności w państwie. W 1935 roku wybrany został Prezesem ZAP.
O szacunku, jakim się cieszył, świadczy fakt, że przez wiele lat był stałym plenipotentem Adama Ludwika Czartoryskiego i jego żony Marii z Krasińskich, prowadząc ich rozległe sprawy majątkowe. Zamieszkiwał i prowadził swą kancelarię w domu Marii Czartoryskiej przy ul. Krakowskie Przedmieście 7 w Warszawie, w tzw. „Kamienicy Józefa Grodzickiego” vis-à-vis Uniwersytetu Warszawskiego. Pod tym adresem w październiku 1810 – po opuszczeniu Żelazowej Woli – zamieszkała rodzina Chopinów, by wkrótce, na jesieni tego samego roku, przenieść się do służbowego lokalu na drugim piętrze prawego skrzydła Pałacu Saskiego. Natomiast później Bolesław Prus umieścił tam sklep Wokulskiego opisany w powieści „Lalka”. Zaś po II wojnie światowej pod tym adresem powstała „Główna Księgarnia Naukowa im. B. Prusa”.
Dowodem uznania, jakim się cieszył był fakt, że był wykonawcą testamentu adw. Henryka Krajewskiego – legendarnego powstańca styczniowego, konspiratora i filantropa, wielokrotnie represjonowanego przez carat. Przypadające w 1926 roku 50-lecie jego aktywności zawodowej stało się pamiętnym wydarzeniem, w którym wzięli udział najważniejsi przedstawiciele świata prawniczego, władz stolicy i duchowieństwa. Nic więc dziwnego, że jego podwarszawska willa „Wrzos” w Konstancinie, stała się miejscem spotkań wybitnych przedstawicieli palestry i warszawskiego środowiska artystycznego.

## Życie prywatne
Był bratem Anieli (1864–1940), od 1897 żony art.-malarza Stanisława Masłowskiego (1853–1926).
Był żonaty z Eweliną Stefanią Władysławą Łuczycką (ur. 1858), z którą miał czworo dzieci: Marię (1894–1969), Janinę (żonę adwokata osiadłego w Lublinie Janusza Zdzienickiego), Krystynę (1890–1954), żonę Stanisława Wierzbickiego, matkę Teresy – „Reni” – zamężnej Schmidtke i Wacława (1884–1944), żonatego z Zofią z Marczewskich, ekonomistę rolnego, profesora i wykładowcę Politechniki we Lwowie, Uniwersytetu Wileńskiego i SGGW. Według niektórych źródeł (serwis genealogiczny „Minakowski” i artykuł Witolda Rawskiego w witrynie „okolicekonstancina.pl”) – ich córką była również Zofia Ponikowska, urodzona ok. 1890 zamężna za N.Malewskim.
Był spokrewniony z Eugenią Umińską poprzez swoją matkę Krystynę z Chojnackich Ponikowską (1827–1869) i babkę Teresę z Umińskich Chojnacką (1796–1868) – zob.: nagrobek na Starych Powązkach w Warszawie (kwatera 30), zdjęcie z 2018 roku i widok płyty poziomej na tym samym nagrobku, zdjęcie z 2018 roku
Zmarł w Warszawie 6 marca 1944. Jego grób znajduje się na cmentarzu Powązkowskim w Warszawie (kwatera 26-1-1), zob. także: tablice informacyjne za wejściem przez bramę Św. Honoraty w prawo, w kategorii „Prawnicy”.

## Publikacje
- Ze wspomnień o adwokaturze, „Gazeta Sądowa Warszawska” 1924.
- Przedmowa do zbioru Mowy Sądowe (zebrał Szymon Gelernter) nakł. księgarni F. Hoesicka, Warszawa 1925.
- Kilka uwag co do celowości instytucji Naczelnej Rady Adwokackiej, „Palestra” 1931, nr X–XI.
- Aleksander Kraushar jako prawnik, „Przegląd Historyczny” t. 10, 1932–1933.
- Sylwety obrończe – 12 wspomnień o wybitnych adwokatach, Warszawa 1933 (częściowo publikowane wcześniej w „Gazecie Sądowej Warszawskiej”).
- Ćwierćwiecze Związku Adwokatów Polskich we Lwowie 1911–1936, Warszawa, 1936.
- Polskie oblicze adwokatury, Wydawnictwo Prawnicze, 1937.
- Biografia adwokata Dominika Anca – „Polski Słownik Biograficzny”, Kraków 1935, t. 1.

## Ordery i odznaczenia
- Krzyż Komandorski z Gwiazdą Orderu Odrodzenia Polski (3 maja 1928)[15][16]
- Krzyż Komandorski Orderu Odrodzenia Polski (2 maja 1923)[17][18]
- Złoty Wawrzyn Akademicki (7 listopada 1936)[19]